# Mokrzeszów

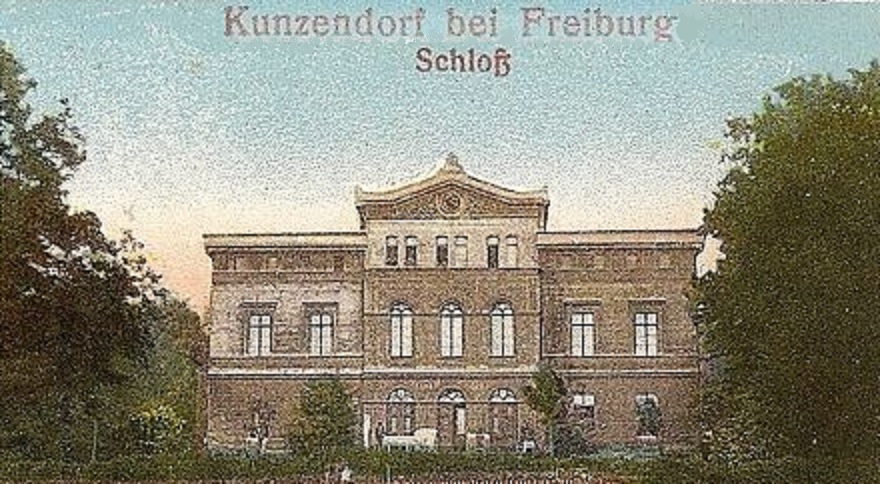
Schloss Nieder Kunzendorf auf einer Postkarte

Mokrzeszów (deutsch Kunzendorf bei Freiburg; auch Kunzendorf bei Schweidnitz) ist ein Ort in der Landgemeinde Świdnica im Powiat Świdnicki der Woiwodschaft Niederschlesien in Polen.

## Lage
Mokrzeszów liegt neun Kilometer westlich von Świdnica (Schweidnitz) an der Straße nach Świebodzice (Freiburg in Schlesien).

## Geschichte
Der Ort wurde 1346 als Rittergut erstmals urkundlich erwähnt. Es gehörte von Anfang an zum Herzogtum Schweidnitz-Jauer, das nach dem Tod des Herzogs Bolko II. 1368 erbrechtlich an Böhmen fiel, wobei Bolkos Witwe Agnes von Habsburg bis zu ihrem Tod 1492 die Nutznießung zustand. 1478 gehörte Nieder Kunzendorf dem Hans von Monau, der es 1488 ein seine Vetter Hans und Wenzel von Monau abtrat. 1499 gehörte das Gut Johann von Monau. 1504 war der Besitzer Heinz von Reder und 1518 Hans von Reder. 1548 fiel Nieder Kunzendorf an Leonhard von Gellhorn. In den Jahren 1568–1576 besaß es sein Sohn Hans von Gellhorn, 1619 Joachim von Gellhorn, 1621 die Brüder Leonhard und George von Gellhorn und 1656 Heinrich von Gellhorn. 1785 war Grundherr Hans Ernst von Gellhorn auf Peterwitz. 1834 wurde es Eigentum der Familie von Reder. 1880 fiel der Besitz an den Malteserorden der an Stelle des Schlosses ein Krankenhaus errichtete.
Die Kirche von Nieder Kunzendorf geht auf eine Gründung des 13. Jahrhunderts zurück. Während der Reformationszeit wurde sie protestantisch und 1653 den Katholiken zurückgegeben. Evangelisch war Kunzendorf zunächst zur Friedenskirche Schweidnitz und dann zur Kirche St. Peter und Paul nach Freiburg gepfarrt. Nach dem Ersten Schlesischen Krieg fiel Kunzendorf mit dem größten Teil Schlesiens an Preußen. Nach der Neugliederung Schlesiens wurde es 1815 der Provinz Schlesien eingegliedert und gehörte ab 1816 zum Kreis Schweidnitz, mit dem es bis 1945 verbunden blieb. Während des Siebenjährigen Krieges legte König Friedrich II. 1761 sein Hauptquartier nach Kunzendorf. 1785 zählte das Dorf bestehend aus zwei Anteilen:
1. Ober Kunzendorf: Ein Vorwerk, eine Schule, 21 Bauern, 46 Häusler, eine Wassermühle, eine Windmühle, sechs Gärtner und 371 Einwohner.
2. Nieder Kunzendorf: Eine katholische bis 1653 evangelische Pfarrkirche, ein Pfarrhaus, ein Schulhaus, ein Vorwerk, 21 Bauern, vier Gärtner, 21 Häusler und 315 Einwohner.

1874 wurde aus den Landgemeinden Nieder Kunzendorf und Ober Kunzendorf und deren Gutsbezirken der Amtsbezirk Kunzendorf gebildet. Verwaltet wurde er vom Amtsvorsteher in Ober Kunzendorf. 1913 zählte Nieder Kunzendorf 540 evangelische und 124 katholische Einwohner und Ober Kunzendorf 674 evangelische und 38 katholische Einwohner. 1939 hatte Kunzendorf insgesamt 1357 Einwohner.
Als Folge des Zweiten Weltkriegs fiel Kunzendorf mit dem größten Teil Schlesiens 1945 an Polen. Nachfolgend wurde es in Mokrzeszów umbenannt. Die deutsche Bevölkerung wurde, soweit sie nicht vorher geflohen war, weitgehend vertrieben. Die neu angesiedelten Bewohner waren teilweise Zwangsumgesiedelte aus Ostpolen, das an die Sowjetunion gefallen war.

## Galerie

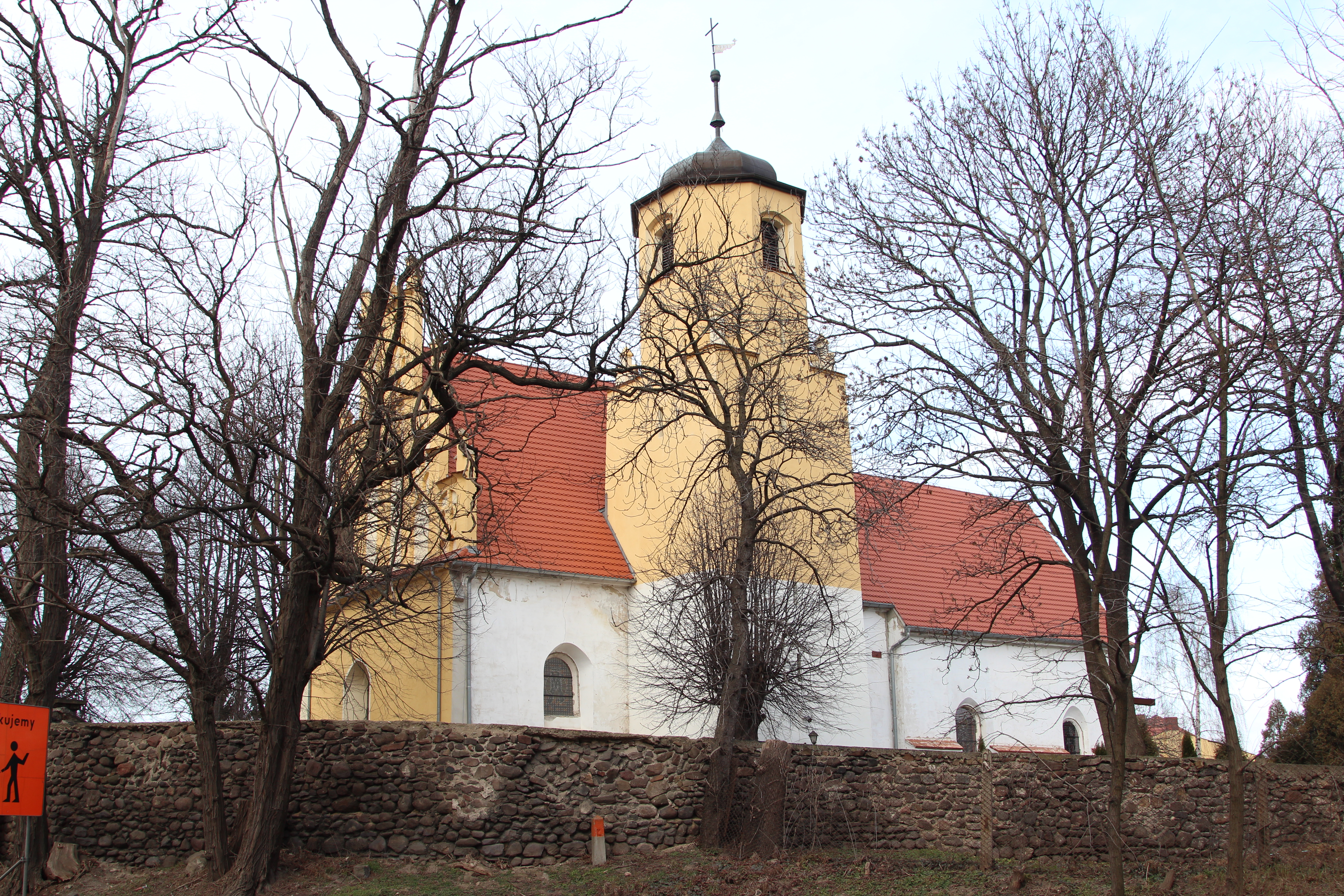
Pfarrkirche St. Hedwig
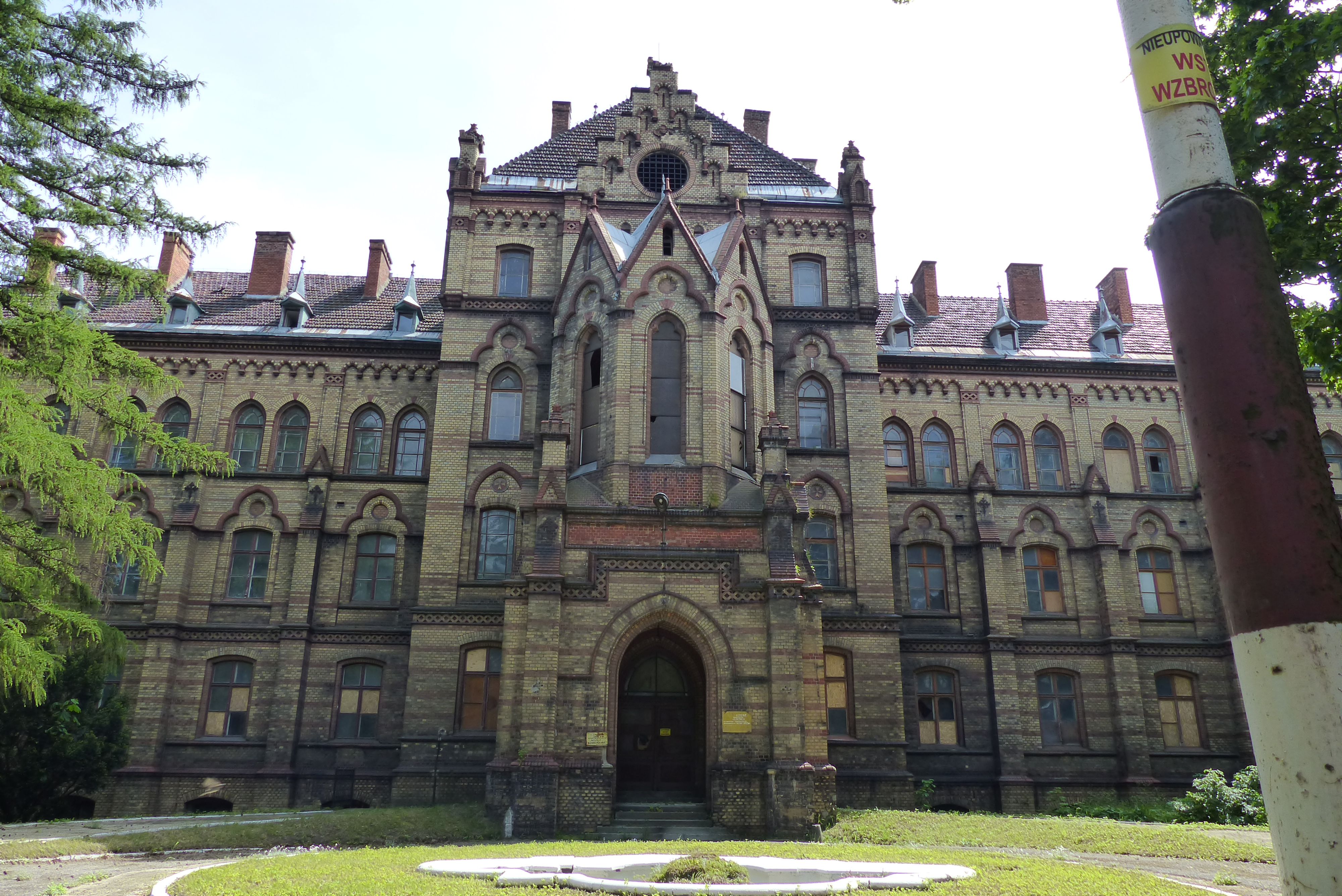
Malteser-Hospital
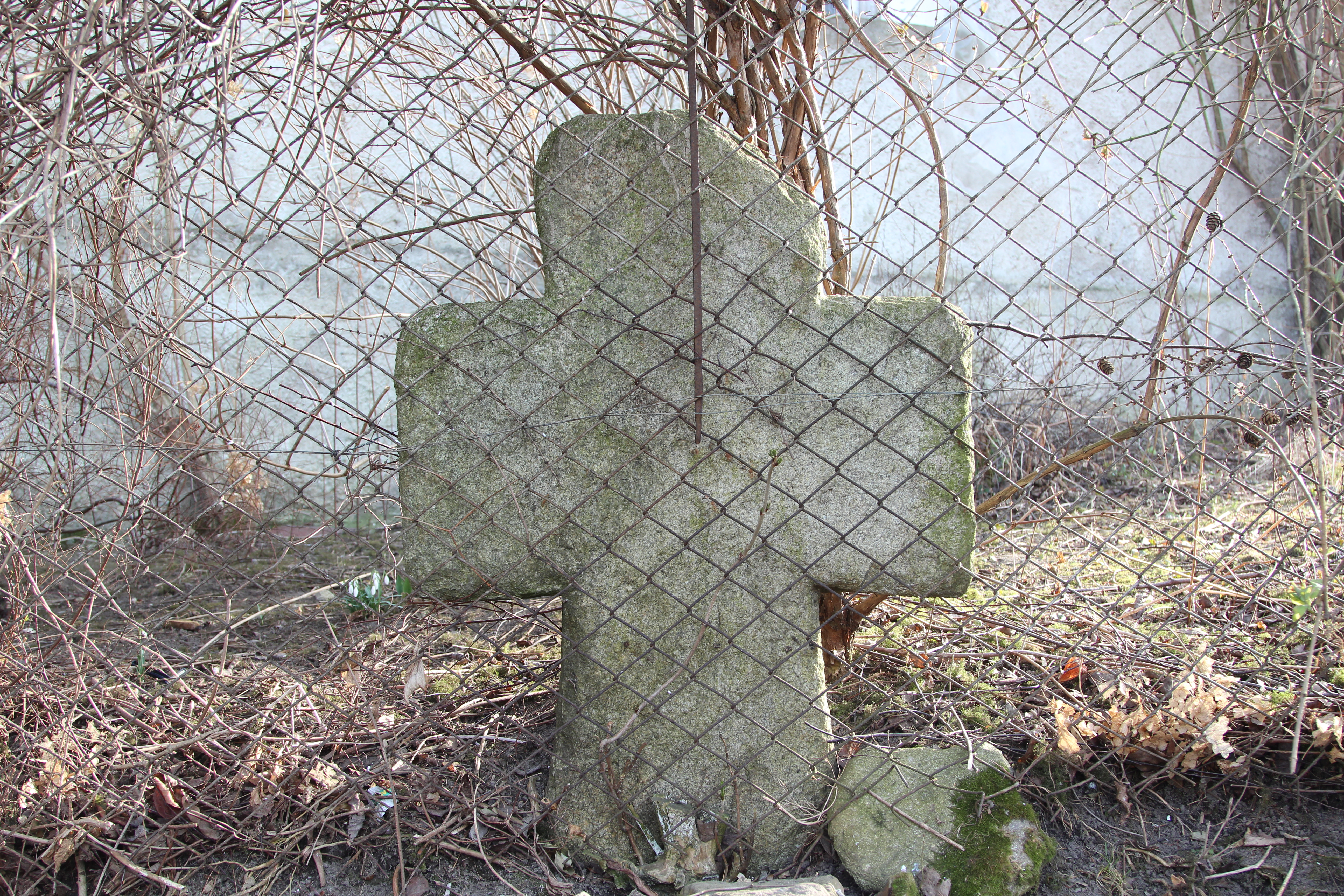
Mittelalterliches Sühnekreuz

## Sehenswürdigkeiten
- Die katholische Pfarrkirche St. Hedwig wurde im 13./14. Jahrhundert an der Stelle einer bereits 1268 erwähnten Kapelle als gotische Saalkirche erbaut. Um das Jahr 1500 erfolgte ein Umbau, vermutlich unter Mitwirkung des Schweidnitzer Maurermeisters Lucas Schleierweber. An der Südseite des Langhauses befindet sich ein quadratischer Turm mit einem oktogonalem Aufsatz und barocker Zwiebelhaube. Der Hauptaltar im Stil der Neugotik stammt aus dem 19. Jahrhundert. Die gotische Figur der Muttergottes mit Kind wurde um 1430 geschaffen. Epitaph aus dem 16. Jahrhundert. An der Westfassade befindet sich ein Treppengiebel.
- Malteser-Hospital, vormals Schloss Nieder Kunzendorf, erbaut 1860–1880 im Stil der Neugotik, 1918–1939 Sanatorium, nach 1945 Landwirtschafts- und Gartenschule.